# La Mare Soupape
Die La Mare Soupape (dt.: das Ventil) ist ein Fluss auf der Insel La Digue der Seychellen.

## Geographie
Die La Mare Soupape entspringt im Zentrum der Insel im Schutzgebiet Veuve Nature Reserve. Sie verläuft nach Süden, passiert den Giant Union Rock im Osten und mündet nach wenigen hunderten Metern in der Nähe der Anse Source d'Argent in den Indischen Ozean.